# Kortstaartwever
De kortstaartwever (Brachycope anomala) is een zangvogel uit de familie wevers en verwanten (Ploceidae).

## Verspreiding en leefgebied
Deze soort komt voor in zuidoostelijk Kameroen, Congo-Kinshasa en Congo-Brazzaville langs de rivier de Congo.